# Untermühle (Aachen)
Die Untermühle war eine oberschlächtige Wassermühle am Amstelbach in der Stadt Aachen in der nordrhein-westfälischen Städteregion Aachen im Regierungsbezirk Köln.

## Geographie
Die Untermühle hatte ihren Standort am Amstelbach, Heydener Feldweg 110, im Aachener Dorf Horbach in der Städteregion Aachen. Sie lag auf einer Höhe von ca. 130 m über NN. Die Untermühle war die zweite Mühle am Amstelbach, oberhalb hatte die Obermühle ihren Standort.

## Gewässer
Der Amstelbach hat seine Quelle in der Nähe der Ortschaft Nierstein im Stadtbezirk Richterich in der Städteregion Aachen. Der Quellbereich liegt in einer Höhe von circa 183 m über NN. Der Bach mit einer Länge von 13,5 km fließt in nördlicher Richtung. Bei Pannesheide wird der Amstelbach kurzzeitig zum Grenzfluss zwischen Deutschland und den Niederlanden, um anschließend als Anselderbeek das Anstelvallei (Amsteltal) Kerkrades Grünzone zu durchqueren. Gegenüber dem Ortsteil Hofstadt mündet der Bach in einer Höhe von 98 m über NN in der Stadt Übach-Palenberg im Kreis Heinsberg in die Wurm. 

## Geschichte
Nahe der niederländischen Grenze hatte die Untermühle ihren Standort. Die ebenfalls oberschlächtige Mühle war eine Mahlmühle und stammte aus dem 16./17. Jh. Wegen ihrer Lage an einem spitz zulaufenden Grundstück direkt an der Landesgrenze nannte man sie auch die Tüter Mühle oder Teuten Mühle. Die Mühle, an die nur noch ein einsamer Mahlstein erinnert, arbeitete bis 1963/64. Der Hof wurde zu einer Pferdepension umgebaut.

## Galerie

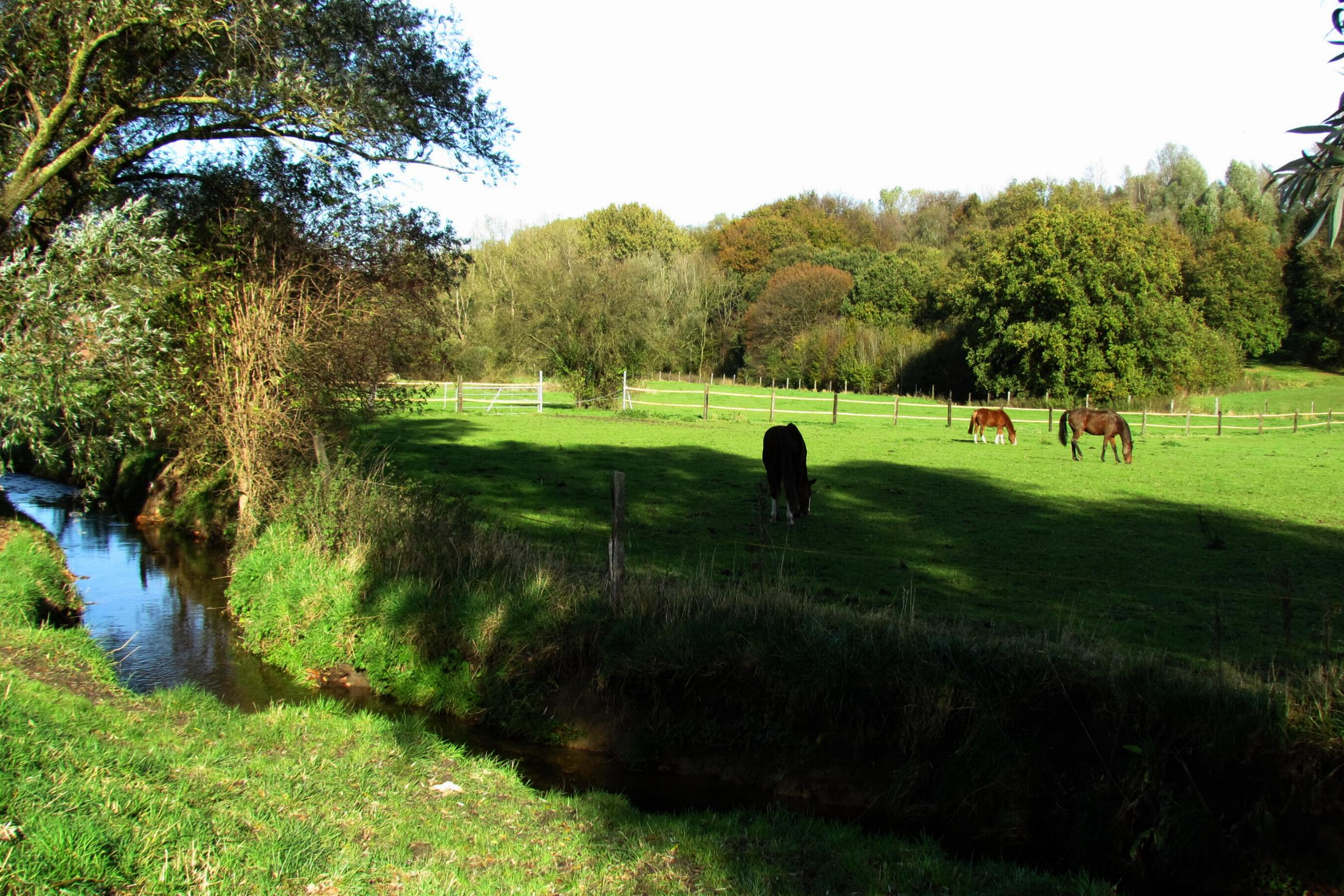
Bachverlauf zur Untermühle
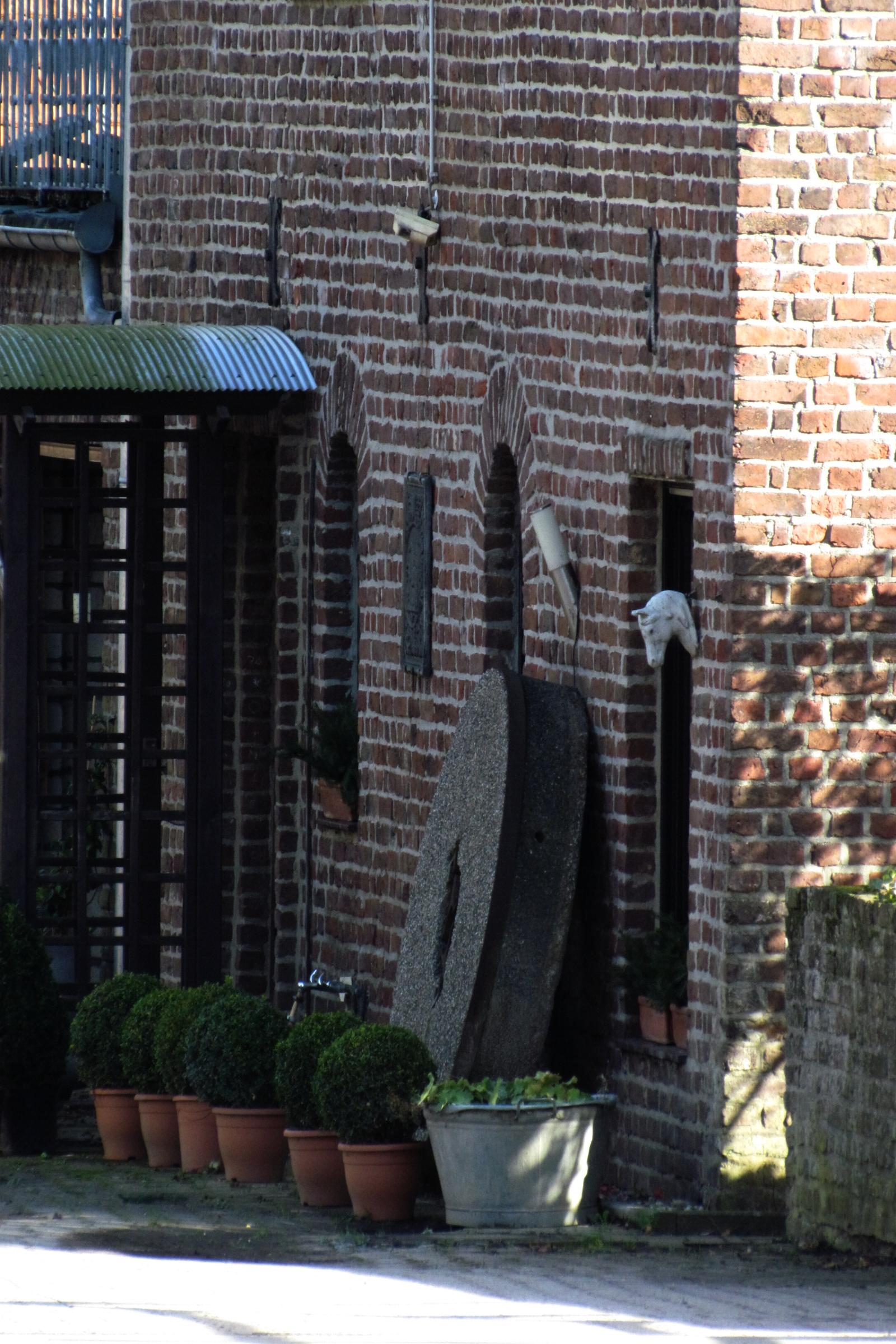
Alter Mühlstein
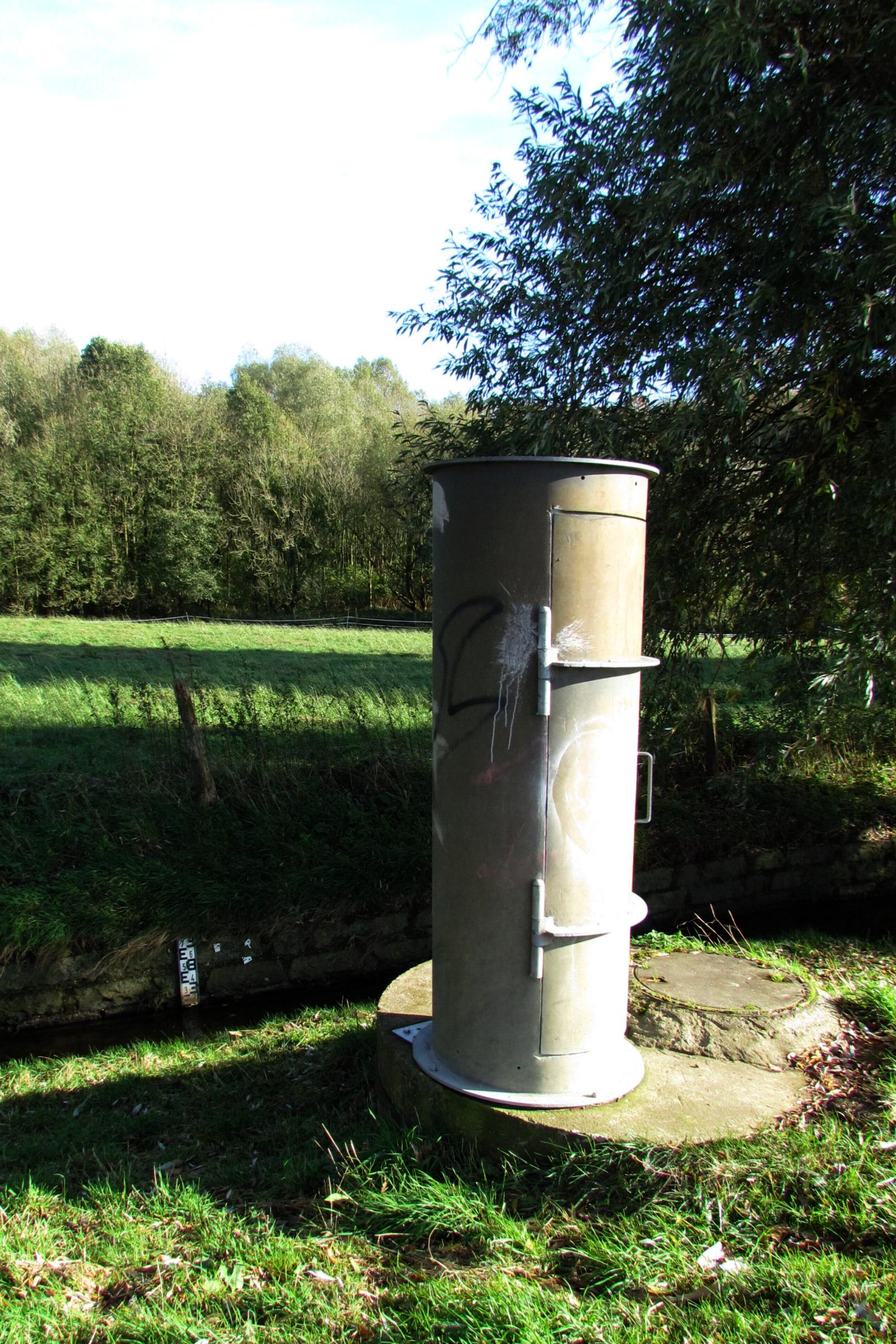
Pegelmessstelle am Amstelbach in der Nähe der Untermühle
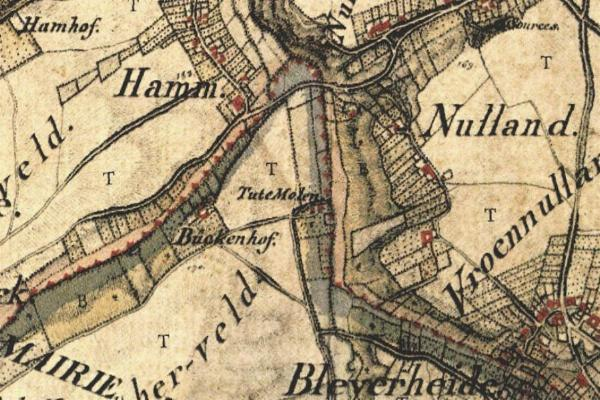
Untermühle oder Tüter Mühle auf der Tranchotkarte 1805/07
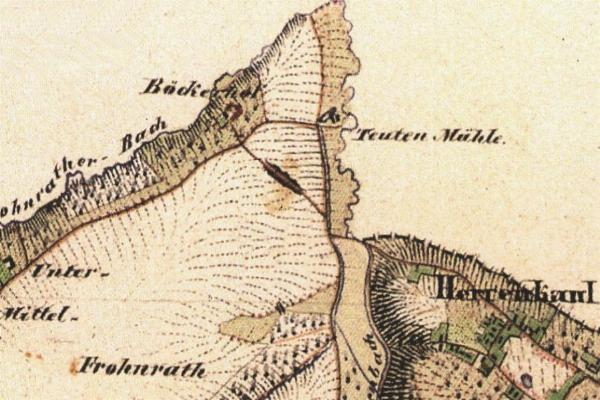
Die Untermühle oder Teuten Mühle auf der Uraufnahme 1846
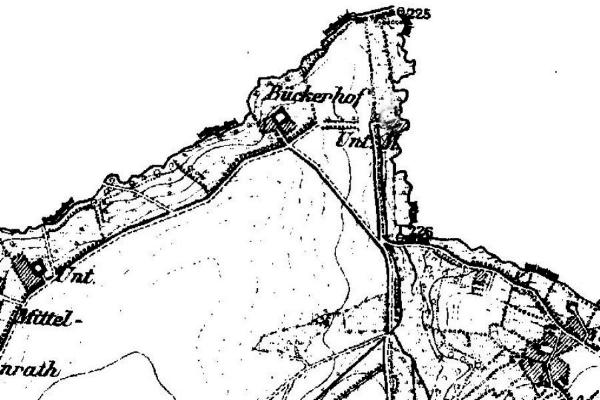
Die Untermühle auf der Neuaufnahme von 1892

## Denkmaleintrag
Untermühle, Heydener Feldweg 110 (Teile) Denkmalliste Aachen-Richterich
→ Siehe auch Liste der Mühlen an der Wurm